# Город Брежнев (телесериал)
«Город Брежнев» — будущий российский драматический телесериал, являющийся экранизацией одноименного романа Шамиля Идиаутуллина. Главные роли в нем сыграли Денис Васильев, Тимур Шамсутдинов и Дарья Кукарских. Производился кинокомпанией «Триикс Медиа» по заказу канала «НТВ».

## Сюжет
Действие происходят в 1983 году в городе Брежнев — нынешних Набережных Челнах. Артура — 15 летнего подростка, родители отправляют в пионерский лагерь. Там он знакомится с вожатыми — Виталиком Соловьёвым и Мариной. Это знакомство становится переломным моментом для всех. Виталик — сильный, умный, веселый красивый парень, служивший в Афганистане. Однажды, он спасает Артура и его друзей, попавших в передрягу с местными хулиганами. В следующий раз ребята уже встретятся в городе: Марина устроится в школу, где учится Артур, а Виталик — на завод КАМАЗ, водителем начальника, а в последствии отца Артура.

## Актёры и роли
| Актёр             | Роль                                |
| ----------------- | ----------------------------------- |
| Денис Васильев    | Виталий Соловьев                    |
| Тимур Шамсутдинов | Артур                               |
| Дарья Кукарских   | Марина                              |
| Александр Бухаров | имя персонажа станет известно позже |
| Александр Доронин | Хамадишин                           |
| Илфат Аскаров     | имя персонажа станет известно позже |
| Инсаф Фахретдинов | имя персонажа станет известно позже |
| Александр Аверин  | имя персонажа станет известно позже |
| Иван Колесников   | имя персонажа станет известно позже |
| Василий Щипицын   | имя персонажа станет известно позже |
| Никита Маркеев    | имя персонажа станет известно позже |

## Производство
Кинокомпания «Триикс Медиа» сообщила об экранизации романа Шамиля Идиатуллина «Город Брежнев» в феврале 2023 года. Сценаристом сериала стал писатель-романист, музыкант, участник первого состава группы «Кино» Алексей Рыбин.
Съёмки стартовали 23 августа 2023 года. Они проходили в Набережных Челнах, Санкт-Петербурге, Ленинградской области и Кисловодске. 20 декабря 2023 года съёмки завершились.
Премьера cериала на канале НТВ запланирована на 2025 год.